# Márina Roshcha
Márina Roshcha (del ruso: Ма́рьина Ро́ща) es un seló del ókrug urbano de Gelendzhik del krai de Krasnodar, en el sur de Rusia. Está situado en las vertientes meridionales de la cordillera de Markotj, 3 km al noroeste de Gelendzhik y 88 km al suroeste de Krasnodar. Tenía 1 737 habitantes en 2010.
Pertenece al municipio Kabardinski.

## Historia
La primera mención de esta localidad hace referencia a la apertura de una escuela en 1904. En 1917 formaba parte del ókrug de Novorosíisk de la gubernia de Chernomore.

## Transporte
Por la localidad pasan las carreteras federales M4 Don Moscú-Novorosíisk y M27 Novorosíisk-frontera abjasa, que comparten calzada en este tramo.